# Paul Guldin
Paul Guldin (eredeti neve Habakkuk Guldin) (St. Gallen, 1577. június 12. – Graz, 1643. november 3.) svájci matematikus és csillagász. Felfedezte a Guldinus-tételt, ami több néven is ismert (pl.: Pappus-Guldinus-tétel). Bécsben és Grazban volt a matematika professzora. Legnagyobb munkája a Centrobaryea, mely négy kötetben jelent meg 1635-1641 között Bécsben. Ezt tartalmazta többek között a „tömegközéppont-szabályt”, és a forgástest térfogatát és felszínét megadó szabályt.